# 카카오스타일
카카오스타일(KakaoStyle)는 카카오가 9월에 출시한 국내 인기 패션 소호몰과 함께, 모바일 패션 콘텐츠이다. 카카오톡 사용자들은 카카오스타일을 통해 모바일에서도 편리하게 인기 소호몰들의 패션 콘텐츠를 즐길 수 있게 됐다. 모바일 패션 카타로그 형식의 ‘카카오스타일’로 패션 트렌드를 확인하고, 패션 소호몰들이 제안하는 코디법을 엿볼 수 있다.